# IWGP United States Heavyweight Championship
El IWGP United States Heavyweight Championship (Campeonato Peso Pesado de los Estados Unidos de la IWGP, en español) fue un campeonato de lucha libre profesional, perteneciente a la New Japan Pro-Wrestling (NJPW). El acrónimo "IWGP" son las iniciales del organismo rector de NJPW, el International Wrestling Grand Prix (Gran Premio Internacional de Lucha Libre, en español). El título fue anunciado el 12 de mayo de 2017, con el campeón inaugural coronado el fin de semana del 1 y 2 de julio de 2017, durante los shows del G1 Special in USA en Long Beach, California. El último campeón fue Will Ospreay, quien se encontraba en su segundo reinado.

## Historia

### Trasfondo
El 12 de mayo de 2017, durante la tercera noche de la gira War of the Worlds, coproducido por la New Japan Pro-Wrestling (NJPW) y Ring of Honor (ROH), el embajador de los Estados Unidos de NJPW George Carroll, anunció la creación del Campeonato de los Estados Unidos de la IWGP. Al día siguiente, NJPW reveló el nombre oficial del nuevo título, Campeonato Peso Pesado de los Estados Unidos de IWGP. El cinturón es parte de un plan de extensión a América, en el que NJPW hizo público dentro del mes del anuncio. La idea principal fue el de realizar giras en los Estados Unidos, con el estado de California como base, empezando en 2018. El plan fue una respuesta directa a la promoción estadounidense WWE, quienes contrataron cuatro luchadores de NJPW en enero de 2016. Tetsuya Naito notó como el nuevo título tendría el mismo concepto del Campeonato Intercontinental de la IWGP, el cual fue establecido durante una gira de la NJPW por mayo de 2011, promocionada en conjunto con Jersey All Pro Wrestling (JAPW). El presidente de la NJPW Naoki Sugabayashi, declaró que quería que el título se defendiera en futuros eventos de NJPW en los Estados Unidos, así como en eventos organizados por ROH. 

### Diseño del campeonato
El diseño del cinturón fue con una correa de color rojo, para distinguirlo del cinturón negro del Campeonato Peso Pesado de la IWGP y del cinturón de color blanco del Campeonato Intercontinental de la IWGP. Presenta la bandera estadounidense en el centro con las palabras "UNITED STATES" impresas sobre la bandera, e "IWGP" impreso en la parte superior y "CHAMPION" en la parte inferior. El primer juego de placas laterales también presentan la bandera estadounidense con las palabras "UNITED STATES CHAMPION" impresas sobre las banderas, y el segundo juego presenta la mitad del globo terráqueo en una y la otra mitad en la otra.
Cuando Will Ospreay rebautizó el título como "IWGP United Kingdom Heavyweight Championship", estrenó un cinturón personalizado que en esencia tiene el mismo diseño y sigue siendo de cuero rojo, pero con las banderas estadounidenses sustituidas por la bandera del Reino Unido en las placas central y laterales, y reemplazando todas las palabras impresas "UNITED STATES" por "UNITED KINGDOM"; con el segundo juego de placas laterales conservando las mitades del globo terráqueo. A pesar de la reclamación de Ospreay sobre el nuevo nombre, NJPW sigue publicando el título con el nombre de Estados Unidos.

### Torneo por el título

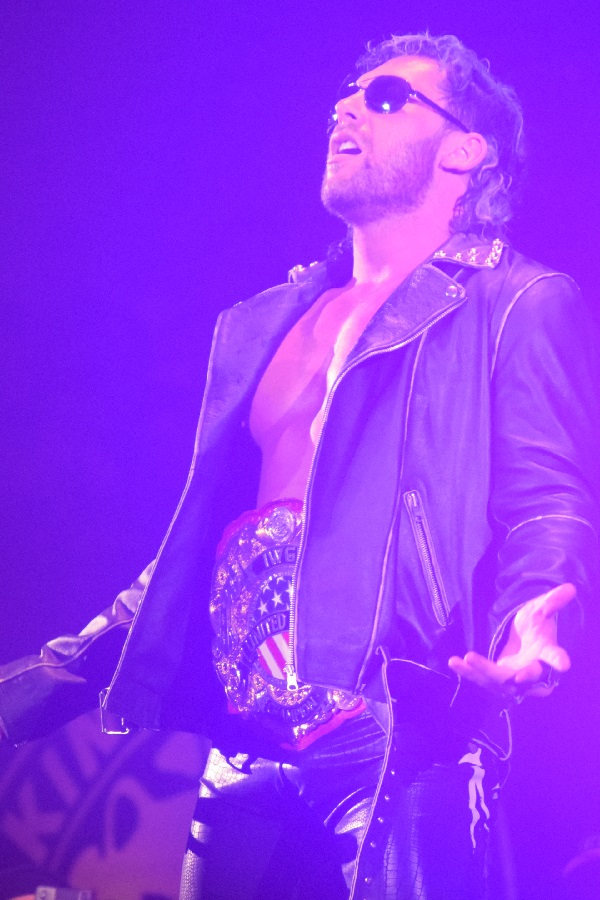
El campeón inaugural Kenny Omega.

El primer campeón sería coronado en un torneo celebrado los días 1 y 2 de julio de 2017, durante el evento de la NJPW G1 Special in USA, realizado en Long Beach, California. Fue originalmente anunciado como un torneo de formato de rondas todos contra todos, Dave Meltzer del boletín informático Wrestling Observer Newsletter reportó que el torneo tendría lugar en un formato de eliminación directa, asegurando que hubo un "error de traducción". Jay Lethal fue el primer participante en ser anunciado para el torneo el 12 de mayo, como un invitado al torneo representando a ROH. El 18 de mayo, Hangman Page fue oficialmente añadido al torneo. Los otros seis participantes aparecieron en la tabla del torneo, confirmando el formato de eliminación directa, y fueron revelados el 12 de junio. En la final del torneo, Kenny Omega derrotó a Tomohiro Ishii para convertirse en el primer Campeón Peso Pesado de los Estados Unidos de IWGP.

#### Desarrollo
|  | Cuartos de final | Cuartos de final | Cuartos de final |                |                | Semifinales    | Semifinales | Semifinales |  |             | Final       | Final | Final |  |
|  |                  |                  |                  |                |                |                |             |             |  |             |             |       |       |  |
|  |                  |                  |                  |                |                |                |             |             |  |             |             |       |       |  |
|  | Michael Elgin    | Michael Elgin    | Pin              |                |                |                |             |             |  |             |             |       |       |  |
|  | Michael Elgin    | Michael Elgin    | Pin              |                |                |                |             |             |  |             |             |       |       |  |
|  | Kenny Omega      | Kenny Omega      | 22:31            |                |                |                |             |             |  |             |             |       |       |  |
|  | Kenny Omega      | Kenny Omega      | 22:31            |                | Kenny Omega    | Kenny Omega    | Pin         |             |  |             |             |       |       |  |
|  |                  |                  |                  |                | Kenny Omega    | Kenny Omega    | Pin         |             |  |             |             |       |       |  |
|  |                  |                  | Jay Lethal       | Jay Lethal     | 12:56          |                |             |             |  |             |             |       |       |  |
|  | Jay Lethal (ROH) | Jay Lethal (ROH) | Jay Lethal       | Jay Lethal     | 12:56          | Pin            |             |             |  |             |             |       |       |  |
|  | Jay Lethal (ROH) | Jay Lethal (ROH) |                  |                |                |                |             |             |  |             |             |       |       |  |
|  | Hangman Page     | Hangman Page     | 8:30             |                |                |                |             |             |  |             |             |       |       |  |
|  | Hangman Page     | Hangman Page     | 8:30             |                |                |                |             |             |  | Kenny Omega | Kenny Omega | Pin   |       |  |
|  |                  |                  |                  |                |                |                |             |             |  | Kenny Omega | Kenny Omega | Pin   |       |  |
|  |                  |                  | Tomohiro Ishii   | Tomohiro Ishii | 31:20          |                |             |             |  |             |             |       |       |  |
|  | Juice Robinson   | Juice Robinson   | Tomohiro Ishii   | Tomohiro Ishii | 31:20          | Sub            |             |             |  |             |             |       |       |  |
|  | Juice Robinson   | Juice Robinson   |                  |                |                |                |             |             |  |             |             |       |       |  |
|  | Zack Sabre Jr.   | Zack Sabre Jr.   | 10:04            |                |                |                |             |             |  |             |             |       |       |  |
|  | Zack Sabre Jr.   | Zack Sabre Jr.   | 10:04            |                | Zack Sabre Jr. | Zack Sabre Jr. | Pin         |             |  |             |             |       |       |  |
|  |                  |                  |                  |                | Zack Sabre Jr. | Zack Sabre Jr. | Pin         |             |  |             |             |       |       |  |
|  |                  |                  | Tomohiro Ishii   | Tomohiro Ishii | 11:42          |                |             |             |  |             |             |       |       |  |
|  | Tomohiro Ishii   | Tomohiro Ishii   | Tomohiro Ishii   | Tomohiro Ishii | 11:42          | Pin            |             |             |  |             |             |       |       |  |
|  | Tomohiro Ishii   | Tomohiro Ishii   |                  |                |                |                |             |             |  |             |             |       |       |  |
|  | Tetsuya Naito    | Tetsuya Naito    | 15:51            |                |                |                |             |             |  |             |             |       |       |  |
|  | Tetsuya Naito    | Tetsuya Naito    | 15:51            |                |                |                |             |             |  |             |             |       |       |  |
|  |                  |                  |                  |                |                |                |             |             |  |             |             |       |       |  |

### Establecimiento
Desde su creación, el Campeonato Peso Pesado de los Estados Unidos de la IWGP se ha defendido tanto en Japón como en los Estados Unidos, con la primera defensa en suelo japonés teniendo lugar el 24 de septiembre de 2017, en el evento Destruction in Kobe, y la primera defensa en los Estados Unidos teniendo lugar el 15 de octubre de 2017, en Global Wars: Chicago. Después de que se anunciara en noviembre de 2017 que el exluchador de la WWE Chris Jericho competiría por el título en Wrestle Kingdom 12, Omega declaró que el título ya había superado al Campeonato Intercontinental de la IWGP como el campeonato número dos en NJPW. Sin embargo, la promoción clasifica el título en el segundo nivel, por detrás de los Campeonatos Peso Pesado e Intercontinental de la IWGP y junto al Campeonato de Peso Abierto NEVER.
En 2020-21, la pandemia de COVID-19 impidió que el campeón Jon Moxley viajara a Japón para los eventos de NJPW mientras cumplía sus compromisos con All Elite Wrestling (AEW), donde también está contratado. Su contrato con AEW también le impidió aparecer en los eventos estadounidenses de NJPW. Esto resultó en que el campeonato no se defendiera desde febrero de 2020 hasta febrero de 2021, cuando finalmente se logró un acuerdo entre las dos promociones para permitir que Moxley tuviera una defensa del título en un evento estadounidense de NJPW por medio de su programa de televisión NJPW Strong. Dicho acuerdo también permitió que defensas del título tuvieran lugar en el programa de televisión AEW Dynamite.

## Campeones

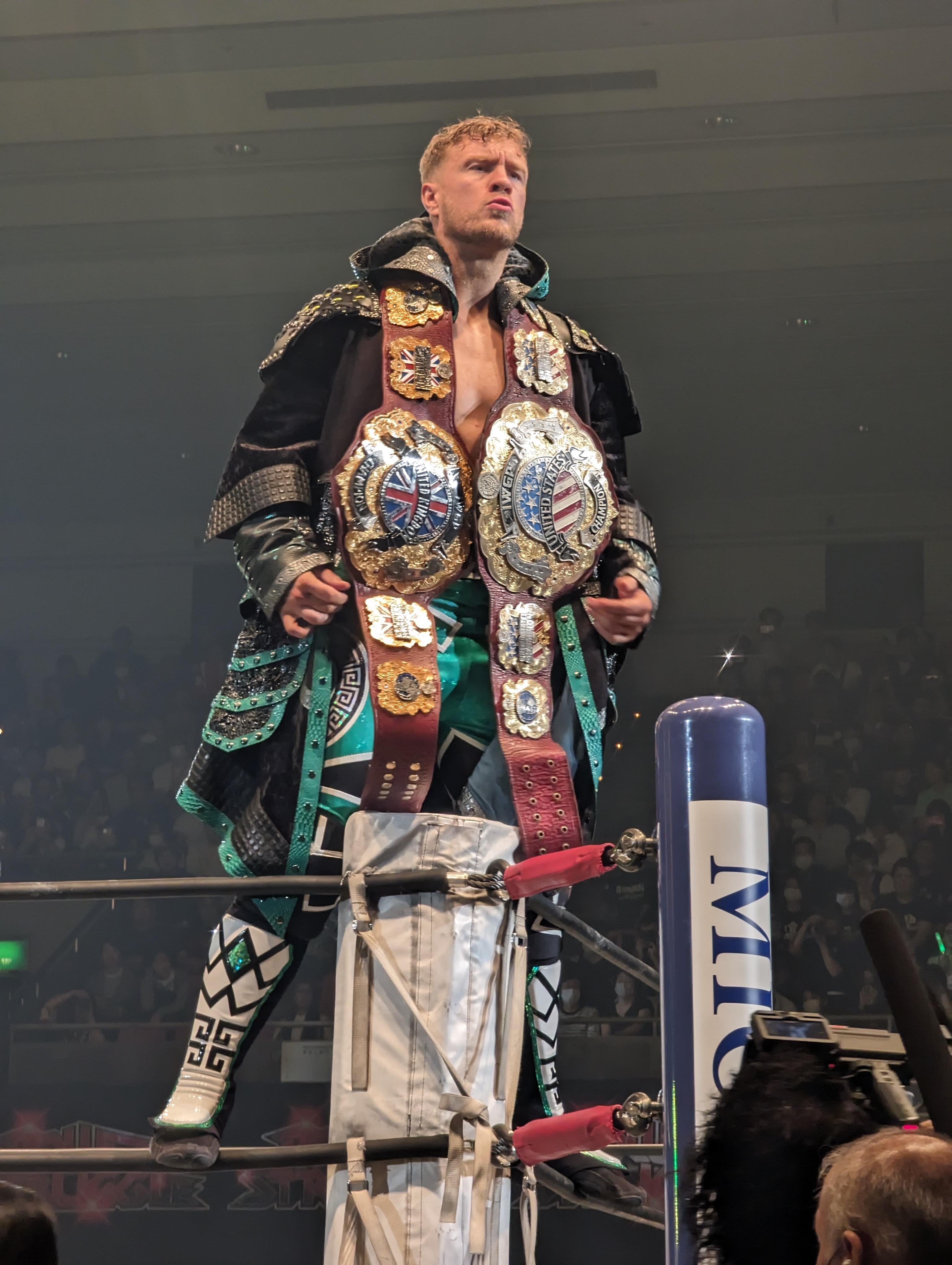
El último campeón, Will Ospreay.

El Campeonato Peso Pesado de los Estados Unidos de IWGP es un campeonato secundario creado por NJPW, y fue establecido en 2017, siendo el sexto con las siglas IWGP. El campeón inaugural fue Kenny Omega, quien ganó un torneo al derrotar en la final a Tomohiro Ishii, el 2 de julio de 2017 en el evento G1 Special in USA, desde entonces ha habido 10 campeones oficiales, repartidos en 18 reinados en total. Hiroshi Tanahashi fue el primer luchador japonés en ostentar el título.
El reinado más largo en la historia del título le pertenece a Jon Moxley, quien mantuvo el campeonato por 564 días en su segundo reinado. Por otro lado, Hiroshi Tanahashi posee el reinado más corto en la historia del campeonato, con 13 días en su tercer reinado.
En cuanto a los días en total como campeón (un acumulado entre la suma de todos los días de los reinados individuales de cada luchador), Jon Moxley posee el primer lugar, con 694 días como campeón en sus dos reinados. Le siguen Kenny Omega (382 días en sus dos reinados), Will Ospreay (375 días en sus dos reinados), Juice Robinson (265 días en sus tres reinados), y Jay White (160 días en su único reinado). 
El campeón más joven en la historia es Jay White, quien a los 25 años y 110 días derrotó a Kenny Omega en The New Beginning in Sapporo. En contraparte, el campeón más viejo es Hiroshi Tanahashi, quien a los 45 años y 169 días derrotó a Tomohiro Ishii en Wrestling Dontaku para ganar por tercera vez el título. En cuanto al peso de los campeones, Lance Archer es el más pesado con 120 kilogramos, mientras que Jay White es el más liviano con 90 kilogramos.
Por último, Hiroshi Tanahashi y Juice Robinson son los luchadores que más reinados poseen con 3, seguido por Jon Moxley, Lance Archer, Kenny Omega y Will Ospreay (2).

### Lista de campeones
| N.º | Campeón           | Lucha                    | Lucha                               | Lucha                            | Estadísticas | Estadísticas | Estadísticas      | Notas y referencias |
| N.º | Campeón           | Fecha                    | Evento                              | Ubicación                        | Reinado      | Días         | Defensas exitosas | Notas y referencias |
| --- | ----------------- | ------------------------ | ----------------------------------- | -------------------------------- | ------------ | ------------ | ----------------- | --- |
| 1   | Kenny Omega       | 2 de julio de 2017       | G1 Special in USA                   | Long Beach, California           | 1            | 210          | 4                 | Derrotó a Tomohiro Ishii en la final de un torneo. |
| 2   | Jay White         | 28 de enero de 2018      | The New Beginning in Sapporo        | Sapporo, Japón                   | 1            | 160          | 3                 | [ 23 ] |
| 3   | Juice Robinson    | 7 de julio de 2018       | G1 Special: San Francisco           | Daly City, California            | 1            | 85           | 0                 | [ 24 ] |
| 4   | Cody              | 30 de septiembre de 2018 | Fighting Spirit Unleashed           | Long Beach, California           | 1            | 96           | 0                 | [ 25 ] |
| 5   | Juice Robinson    | 4 de enero de 2019       | Wrestle Kingdom 13                  | Tokio, Japón                     | 2            | 152          | 3                 | [ 26 ] |
| 6   | Jon Moxley        | 15 de junio de 2019      | Best of the Super Juniors 26 Finals | Tokio, Japón                     | 1            | 130          | 0                 | [ 27 ] |
| —   | Vacante           | 14 de octubre de 2019    | King of Pro-Wrestling               | Tokio, Japón                     | —            | —            | —                 | El título fue declarado vacante cuando Moxley fue incapaz de defenderlo debido a problemas con su viaje a Japón a causa del Tifón Hagibis.                                                                                               |
| 7   | Lance Archer      | 14 de octubre de 2019    | King of Pro-Wrestling               | Tokio, Japón                     | 1            | 82           | 1                 | Derrotó a Juice Robinson para ganar el título vacante en un No Disqualification Match. |
| 8   | Jon Moxley        | 4 de enero de 2020       | Wrestle Kingdom 14 Día 1            | Tokio, Japón                     | 2            | 564          | 5                 | Fue un Texas Death Match. Este es el reinado más largo de la historia del campeonato. Debido a la pandemia de COVID-19 el título no pudo ser defendido durante un año por problemas de viaje de Moxley desde Estados Unidos hacia Japón. |
| 9   | Lance Archer      | 21 de julio de 2021      | Dynamite: Fyter Fest                | Garland, Texas                   | 2            | 24           | 1                 | Fue un Texas Death Match. |
| 10  | Hiroshi Tanahashi | 14 de agosto de 2021     | Resurgence                          | Los Ángeles, California          | 1            | 84           | 1                 | [ 32 ] |
| 11  | KENTA             | 6 de noviembre de 2021   | Power Struggle                      | Osaka, Japón                     | 1            | 60           | 0                 | [ 33 ] |
| 12  | Hiroshi Tanahashi | 5 de enero de 2022       | Wrestle Kingdom 16 Día 2            | Tokio, Japón                     | 2            | 45           | 0                 | Fue un No Disqualification Match. |
| 13  | Sanada            | 19 de febrero de 2022    | New Year's Golden Series            | Sapporo, Japón                   | 1            | 49           | 0                 | [ 35 ] |
| —   | Vacante           | 9 de abril de 2022       | Hyper Battle'22                     | Tokio, Japón                     | —            | —            | —                 | Debido a una lesión en el ojo izquierdo de Sanada. |
| 14  | Hiroshi Tanahashi | 1 de mayo de 2022        | Wrestling Dontaku                   | Fukuoka, Japón                   | 3            | 13           | 0                 | Derrotó a Tomohiro Ishii para ganar el título vacante. |
| 15  | Juice Robinson    | 14 de mayo de 2022       | Capital Collision                   | Washington D. C., Estados Unidos | 3            | 28           | 0                 | Derrotó a Hiroshi Tanahashi, Jon Moxley y Will Ospreay. |
| —   | Vacante           | 11 de junio de 2022      | —                                   | —                                | —            | —            | —                 | El título fue declarado vacante luego de que Robinson se negará a defenderlo en el evento Dominion 6.12 in Osaka-jo Hall. |
| 16  | Will Ospreay      | 12 de junio de 2022      | Dominion 6.12 in Osaka-jo Hall      | Osaka, Japón                     | 1            | 206          | 4                 | Derrotó a Sanada para ganar el título vacante. |
| 17  | Kenny Omega       | 4 de enero de 2023       | Wrestle Kingdom 17                  | Tokio, Japón                     | 2            | 172          | 1                 | [ 41 ] |
| 18  | Will Ospreay      | 25 de junio de 2023      | Forbidden Door                      | Toronto, Ontario                 | 2            | 169          | 3                 | Durante su reinado, renombró el título como Campeonato Peso Pesado del Reino Unido de la IWGP. |
| —   | Retirado          | 11 de diciembre de 2023  | —                                   | —                                | —            | —            | —                 | Reemplazado por el Campeonato Global Peso Pesado de la IWGP. |

### Total de días con el título
La siguiente lista muestra el total de días que un luchador ha poseído el campeonato si se suman todos los reinados que posee.

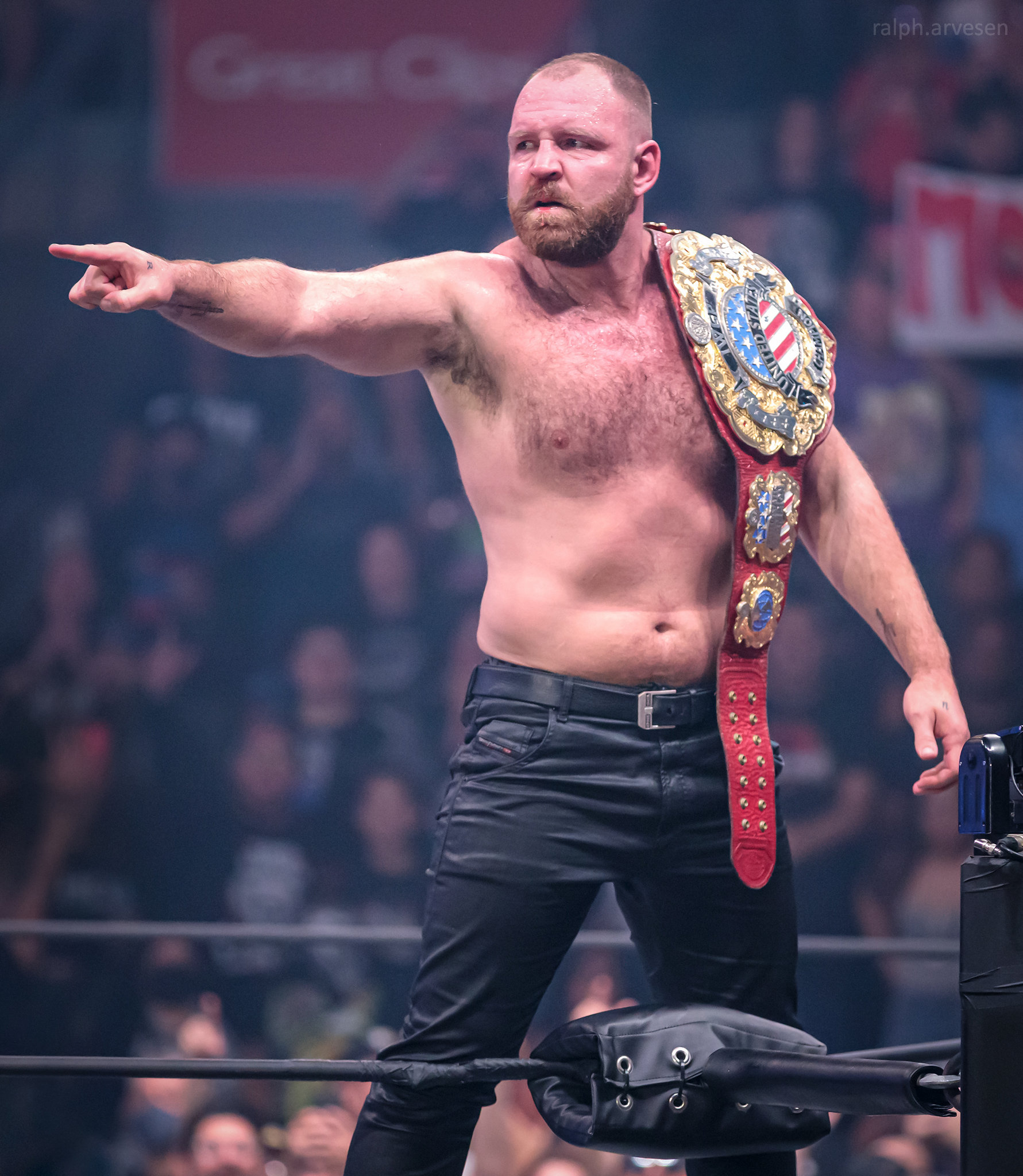
Jon Moxley posee el récord de mayor número de días acumulativos como campeón con 694 días, y el récord del reinado más largo con 564 días.

| + | Indica al campeón actual |

| N.º | Campeón           | Reinados | Núm. defensas | Total de días |
| --- | ----------------- | -------- | ------------- | ------------- |
| 1   | Jon Moxley        | 2        | 5             | 694           |
| 2   | Kenny Omega       | 2        | 5             | 382           |
| 3   | Will Ospreay      | 2        | 7             | 375           |
| 4   | Juice Robinson    | 3        | 3             | 265           |
| 5   | Jay White         | 1        | 3             | 160           |
| 6   | Hiroshi Tanahashi | 3        | 1             | 142           |
| 7   | Lance Archer      | 2        | 2             | 106           |
| 8   | Cody              | 1        | 0             | 96            |
| 9   | KENTA             | 1        | 0             | 60            |
| 10  | Sanada            | 1        | 0             | 49            |

### Mayor cantidad de reinados
| Reinados | Luchador (es)                                       |
| -------- | --------------------------------------------------- |
| 3 veces  | Hiroshi Tanahashi, Juice Robinson                   |
| 2 veces  | Jon Moxley, Lance Archer, Kenny Omega, Will Ospreay |